# 대한민국 헌법 제124조
대한민국 헌법 제124조는 헌법 제9장의 조항이다. '소비자의 보호'에 관한 조항이다.

## 본문
국가는 건전한 소비행위를 계도하고 생산품의 품질향상을 촉구하기 위한 소비자보호운동을 법률이 정하는 바에 의하여 보장한다.

## 같이 보기
- 대한민국 헌법 제9장